# Serge Vóronov
Serge Abrahamovitch Voronoff (en ruso: Серге́й Абрамович Воронов; c. 10 de julio de 1866, Vorónezh – Lausana, 3 de septiembre de 1951), conocido como Serge Voronoff, fue un cirujano francés de raíces rusas y nacionalizado suizo que ganó fama por su técnica de trasplantar tejido de testículo de mono y colocarlo en los testículos de seres humanos con finalidades supuestamente terapéuticas. Desarrolló sus actividades en Francia en las décadas de 1920 y 1930. La técnica le aportó pingües beneficios monetarios, aunque ya tenía cierta fortuna cuando la comenzó a aplicar. Cuando su trabajo comenzó a perder seguidores, pasó de ser una persona altamente respetada a ser objeto del ridículo. Otros doctores y el público rápidamente se distanciaron de Voronoff, pretendiendo que nunca habían tenido interés por las técnicas de trasplantes. Al momento de su muerte en 1951 a la edad de 85 años, muy pocos periódicos se hicieron eco de su muerte, y aquellos que recogieron la noticia escribieron obituarios como si Voronoff hubiera sido siempre ridiculizado por sus teorías. En 1999, algunas personas especularon que el virus VIH descubierto durante la década de 1980 pudiera haber penetrado en la población humana mediante las transferencias realizadas por Voronoff en la década de 1920 de partes de monos a humanos. En la actualidad, sin embargo, sus esfuerzos y reputación han sido rehabilitados en parte.

## Comienzos
Serge (Samuel) Voronoff nació en Subbotnik, en el seno de una familia judía en una villa cercana a Vorónezh en Rusia pocos días antes del 10 de julio de 1866, que es la fecha de su circuncisión en la sinagoga. Emigró a Francia a la edad de 18 años y allí estudió medicina. En 1895, a la edad de 29 años, Voronoff adquirió la ciudadanía francesa. Fue estudiante de Alexis Carrel, un cirujano, biólogo y eugenicista francés, receptor del Premio Nobel de Medicina, de quien aprendió técnicas quirúrgicas de trasplante de órganos. Entre 1896 y 1910, trabajó en Egipto, estudiando los efectos retardantes que la castración tienen en los eunucos, observaciones que lo conducirían a sus trabajos posteriores sobre rejuvenecimiento.[cita requerida]

## Trabajos de trasplante de glándulas de monos
A finales del siglo XIX y comienzos del siglo XX, las tendencias en xenotrasplantes incluían los trabajos de Charles-Édouard Brown-Séquard. En 1889, Voronoff se inyectó bajo la piel extractos de testículos de perro y de cobaya. Estos experimentos no tuvieron éxito en producir los efectos buscados en cuanto a incremento de efectos hormonales para retardar el envejecimiento.
Los experimentos de Voronoff comenzaron a partir de este punto. Voronoff creía que los trasplantes glandulares tendrían como consecuencia efectos más visibles y sostenidos que las inyecciones. Los primeros experimentos de Voronoff en este campo incluyeron trasplantes de glándula tiroides de chimpancés a humanos con deficiencias de tiroides. Posteriormente comenzó a trasplantar los testículos de criminales ejecutados a millonarios, pero cuando la demanda excedió a la oferta, recurrió como sustituto al tejido de testículo de mono.
En 1917, Voronoff comenzó a ser financiado por Evelyn Bostwick, una norteamericana rica e hija de Jabez Bostwick. El dinero le permitió comenzar a realizar experimentos de trasplantes en animales. Bostwick, además pasó a trabajar como su asistente de laboratorio en el Collège de France en París, y por lo tanto se convirtió en la primera mujer en ser admitida en dicha institución. Se casaron en 1920.
Entre 1917 y 1926, Voronoff realizó más de quinientos trasplantes en ovejas y cabras, y también uno en un toro, trasplantando testículos de animales jóvenes en otros de mayor edad. Según las observaciones de Voronoff los trasplantes hacían que los animales más viejos ganaran vigor propio de animales jóvenes. Voronoff también analizó el trasplante de glándulas de mono como un tratamiento efectivo para combatir la senilidad.
Su primer trasplante oficial de glándula de mono a un humano lo realizó el 12 de junio de, 1920. Rebanadas delgadas (de unos pocos milímetros de espesor) de testículos de chimpancés y babuinos fueron implantadas en el escroto del paciente, lo reducido de las muestras de tejido permitía que el tejido extraño se fusionara eventualmente con el tejido del humano receptor. Para 1923, 700 de los más destacados cirujanos del mundo que participaban en el Congreso Internacional de Cirujanos en Londres, Inglaterra, aplaudieron el éxito del trabajo de Voronoff para rejuvenecer hombres mayores.
En su libro Rejuvenation by Grafting (1925), Voronoff describe lo que él considera son algunos de los efectos potenciales de su cirugía. Aunque "no lo presenta como un afrodisíaco", admite que puede incrementarse el deseo sexual. Otros posibles efectos incluyen mejora de la memoria, la capacidad para incrementar las horas de trabajo, la posibilidad de eliminar la necesidad de tener que utilizar lentes (a causa de la mejora de los músculos del ojo), y la extensión de la vida. Voronoff también especulaba que este tipo de trasplante puede ser beneficioso para personas con "dementia praecox", la enfermedad mental denominada actualmente esquizofrenia.
El tratamiento de Voronoff con glándula de mono estuvo de moda durante la década de 1920. El poeta E. E. Cummings se refirió a un "doctor famoso que inserta glándulas de mono en millonarios", y el cirujano Max Thorek de Chicago, expresó que pronto, "en las cenas a la moda, como también reuniones de categoría de la elite médica se hablaría mucho sobre las 'Glándulas de Mono'."

## Obras de Voronoff
- Voronoff, Serge. (1920) Life: A Study of the Means of Restoring. Publisher: E. P. Dutton & Company, New York. ASIN B000MX31EC
- Voronoff, Serge. (1923) Greffes Testiculaires. Publisher: Librairie Octave Doin. ASIN B000JOOIA0
- Voronoff, Serge. (1924) Quarante-Trois Greffes Du Singe a L'homme. Publisher: Doin Octave. ASIN B000HZVQUQ
- Voronoff, Serge. (1925) Rejuvenation by grafting. Publisher: Adelphi. Translation edited by Fred. F. Imianitoff. ASIN B000OSQH5K
- Voronoff, Serge. (1926) Etude sur la Vieillesse et la Rajeunissement par la Greffe. Publisher: Arodan, Colombes, France. ASIN B000MWZJHU
- Voronoff, Serge. (1926) The study of old age and my method of rejuvenation. Publisher: Gill Pub. Co. ASIN B000873F7A
- Voronoff, Serge. (1928) How to restore youth and live longer. Publisher: Falstaff Press. ASIN B000881RLU
- Voronoff, Serge. (1928) The conquest of life. Publisher: Brentano's. ASIN B000862P0E
- Voronoff, Serge. (1930) Testicular grafting from ape to man: Operative technique, physiological manifestations, histological evolutions, statistics. Publisher: Brentano's. ASIN B00088JAL4
- Voronoff, Serge. (1933) Les sources de la vie. Publisher: Fasquelle editeur. ASIN B000K5XTTO
- Voronoff, Serge. (1933) The Conquest of Life. Publisher: Brentano's. ASIN B000862P0E
- Voronoff, Serge. (1937) Love and thought in animals and men. Publisher: Methuen. ASIN B000HH293C
- Voronoff, Serge. (1941) From Cretin to Genius. Publisher: Alliance. ASIN B000FX4UP8
- Voronoff, Serge. (1943) The Sources of Life. Publisher: Boston, Bruce Humphries. ASIN B000NV3MZ6